# Родригес, Марсело
Марсе́ло Родри́гес (исп. Marcelo Rodriguez, 22 июля 1962, Каракас) — венесуэльский актёр, певец, журналист и комментатор рестлинга.
Является испаноязычным комментатором WWE.

## Биография
Марсело Антонио Родригес Лапреа (исп. Marcelo Antonio Rodriguez Laprea) родился в Каракасе 22 июля 1962 года. Окончил Центральный Университет Венесуэлы (UCV) по специальности «журналистика». Также изучал актёрское мастерство в Национальной Школе Театра Венесуэлы. Кроме того изучал музыкальный театр в Нью-Йорке. С 1981 выступает как певец. В 80-е годы — актёр Национальной Театральной Компании Венесуэлы. В 1986 году дебютировал на ТВ в теленовелле «Cristal» (RCTV). С 1989 и до середины 90-х годов работал на «Веневисьон». В конце 90-х годов переехал в США (Нью-Йорк), где работал как актёр дубляжа, играет на Бродвее, а также комментирует состязания по рестлингу для испаноязычной аудитории. Разведён, есть сын.

## Фильмография
- «Morena Clara» (1995)
- «Cara Sucia» (1992)
- «Ines Duarte, Secretaria» (1991)
- «La Revancha» (1989)
- «Senora» (1988)
- «Cristal» (1986)